# ヴィヴィアン武装ジェット
『ヴィヴィアン武装ジェット』(ヴィヴィアンぶそうジェット)は、2017年に公開された日本映画。監督、脚本は島田角栄。

## 概要
鳥居みゆきを主演に迎えて贈るパンク・ムービー。

## キャスト
- ヴィヴィアン：鳥居みゆき
- 山本：塩谷瞬
- 玄太郎：デカルコ・マリィ
- 百目：仲野茂
- 森山：古市コータロー
- 前田刑事：マツモトクラブ
- 麻美子：楠木まゆ
- 岡林：UG
- 平田刑事：杉作J太郎
- 小夜：矢沢洋子
- ガイガン：リカヤ・スプナー
- ：片山誠子
- ：森若香織
- ：大川裕明
- ：川本三吉
- ：石原卓
- キム：グレート義太夫
- 志村：ゆってぃ
- デンデン斎藤：ザ・クレイジーSKB
- ナマコラブ

## スタッフ
- 監督・脚本：島田角栄
- エグゼクティブプロデューサー：松永正弘
- プロデューサー：松永修
- 撮影：上田誠
- 音楽監督：昭和ポルノ劇団、ツリイテツヤ
- 録音：内田達也
- 整音：木本幸弘
- 助監督：高木佑也、泉尾理江

- 配給：PLEASUREDOME